# KK Mornar Bar
Der Košarkaški klub Mornar (serbisch-kyrillisch кошаркарски клуб Морнар; Basketball-Klub Matrose) ist ein Basketball-Verein aus Bar in Montenegro. Die Herrenmannschaft wurde 1974 innerhalb der Sportvereinigung Mornar Bar eingerichtet und konnte bislang keine Titel gewinnen. Jedoch wurde die Mannschaft in der jüngeren Vergangenheit nach der Unabhängigkeit Montenegro zweimal montenegrinischer Vizemeister 2011 und 2016, Pokalfinalist 2010 und 2016 sowie Vizemeister in der supranationalen Balkan League 2016.

## Geschichte
Erst 1974 gegründet kann die Basketballmannschaft des Vereins keine besonderen Erfolge vorweisen, obwohl der Verein mit dem Einheimischen Đuro Ostojić sowie mit Ivan Paunić, Đorđe Gagić, Vladimir Mihailović, Nikola Ivanović und dem späteren NBA-Profi Nikola Vučević zumindest zwischenzeitlich in jungen Jahren diverse serbische und montenegrinische Nationalspieler mitausbildete. Zudem wurde NBA-Profi Saša Pavlović ebenfalls im Ort geboren.
Nach der Unabhängigkeit Montenegros verwehrte bislang Serienmeister KK Budućnost aus der Hauptstadt Podgorica der Mannschaft von der Küste einen Titel, die zumindest zweimal die Finalserie um die Meisterschaft und das Finale des nationalen Pokalwettbewerbs erreichte. Bei den letzten beiden nationalen Finalteilnahmen 2016 amtierte mit Außenminister und Vereinspräsident Igor Lukšić und Sportdirektor Đuro Ostojić eine neue Vereinsführung, unter der die Mannschaft bei ihrer insgesamt sechsten Teilnahme an der supranationalen Balkan League erstmals das Finale erreichte. Die Finalspiele gingen jedoch in Addition von Hin- und Rückspiel gegen den Titelverteidiger KB Sigal Prishtina trotz eines Sieges im Rückspiel vor eigenem Publikum verloren.

## Bekannte Spieler
| - / Đuro Ostojić 1993–97 - Morris Finley 2004/05 - Ivan Paunić 2006 - Nikola Vučević 2006/07 - Vladimir Mihailović 2008–10 - Đorđe Gagić 2009–11 - Nikola Ivanović 2010/11 |